# Přebor Karlovarského kraje 2002/2003
Přebor Karlovarského kraje (jednu ze skupin 5. fotbalové ligy) hrálo v sezóně 2002/2003 16 klubů. Vítězem a postupujícím se stalo mužstvo FK Hvězda Cheb. Sestoupily poslední dva týmy TJ Spartak Horní Slavkov a FK Nová Role.

## Systém soutěže
Kluby se střetly v soutěži každý s každým dvoukolovým systémem podzim–jaro, hrály tedy 30 kol.

## Výsledná tabulka
| Poř. | Tým                               | Z  | V  | R | P  | VG  | OG | B  |
| ---- | --------------------------------- | -- | -- | - | -- | --- | -- | -- |
| 1.   | FK Hvězda Cheb                    | 30 | 27 | 2 | 1  | 123 | 18 | 83 |
| 2.   | SK Toužim                         | 30 | 19 | 5 | 6  | 68  | 44 | 62 |
| 3.   | FC Cheb                           | 30 | 17 | 4 | 9  | 92  | 52 | 55 |
| 4.   | SK Buldoci Karlovy Vary-Dvory „B“ | 30 | 16 | 6 | 8  | 48  | 41 | 54 |
| 5.   | TJ Jiskra Aš                      | 30 | 16 | 2 | 12 | 78  | 51 | 50 |
| 6.   | FC Františkovy Lázně              | 30 | 14 | 7 | 9  | 57  | 48 | 49 |
| 7.   | TJ Rozvoj Trstěnice               | 30 | 12 | 6 | 12 | 67  | 65 | 42 |
| 8.   | FK Baník Sokolov                  | 30 | 11 | 6 | 13 | 55  | 63 | 39 |
| 9.   | TJ Lokomotiva Karlovy Vary        | 30 | 11 | 4 | 15 | 62  | 65 | 37 |
| 10.  | FK Ostrov                         | 30 | 10 | 5 | 15 | 48  | 71 | 35 |
| 11.  | SK Dolní Rychnov                  | 30 | 8  | 7 | 15 | 46  | 71 | 31 |
| 12.  | TJ Olympie Hroznětín              | 30 | 9  | 3 | 18 | 37  | 68 | 30 |
| 13.  | TJ DDM Stará Role                 | 30 | 7  | 8 | 15 | 57  | 75 | 29 |
| 14.  | TJ Spartak Chodov                 | 30 | 7  | 8 | 15 | 39  | 81 | 29 |
| 15.  | TJ Spartak Horní Slavkov          | 30 | 7  | 6 | 17 | 46  | 84 | 27 |
| 16.  | FK Nová Role                      | 30 | 6  | 7 | 17 | 43  | 69 | 25 |

Poznámky:
- Z = Odehrané zápasy; V = Vítězství; R = Remízy; P = Prohry; VG = Vstřelené góly; OG = Obdržené góly; B = Body

|  | Postup do příslušné Divize (A, B nebo C) |
|  | Sestup do příslušné I. A třídy           |